# Joel Nicolau Beltran
Joel Nicolau Beltran   (Llofriu, 23 de desembre de 1997) és un ciclista català, professional des de 2019, que corre a les files de l'equip continental Caja Rural-Seguros RGA.

## Trajectòria

### Amateur
Va començar corrent al Palafrugell i a l'Onda de Castelló, on va competir-hi de cadet i juvenil, respectivament. Per a l'etapa sub-23, va fitxar pel Compak i, posteriorment, va entrar a l'estructura del Caja Rural, inicialment formant part de l'equip filial.

### Professional
L'abril de 2019, amb vint-i-un anys, va ser promocionat a l'equip professional, gràcies, en part, al seu bon inici de temporada, ja que havia aconseguit acabar 6 cops entre els 10 primers classificats de proves de la Copa d'Espanya de Ciclisme i havia estat convocat per a representar Espanya al Tour de Flandes sub-23.
El 2022 va fer el seu debut en una prova de l'UCI World Tour, la Volta a Catalunya, i va aconseguir imposar-se a la classificació de la muntanya del Tour de Noruega. L'any següent va aconseguir revalidar el títol i també va fer el seu debut en una Gran Volta, la Volta a Espanya, on va ser el ciclista més combatiu de la setzena etapa.

## Palmarès

### Resultats a la Volta a Espanya
- 2023. 100è de la classificació general